# Червоний вуж
Червоний вуж (Cemophora coccinea) — єдиний представник роду неотруйних змій Червоний вуж родини Вужеві. Має 3 підвиди.

## Опис
Загальна довжина коливається від 36 до 66 см. Голова вузька, загострена. Тулуб циліндричний з гладенькою лускою. Яскраве забарвлення складається зі смуг червоного, білого та чорного кольору уздовж спини, які розташовані почергово. Черево має білуватий, світло—сірого або кремового кольору.

## Спосіб життя
Полюбляє пухкі, піщані ґрунти. Зустрічається у соснових лісах. Активний вночі. Вдень ховається у гнилих пеньках, під корою дерев. Харчується дрібними зміями, ящірками та новонародженими мишенятами. Не гребує яйцями змій, роздавлюючи шкаралупу і висмоктуючи вміст.
Це яйцекладна змія. Самиці відкладає від 3 до 8 яєць. Молоді змієнята з'являються через декілька місяців завдовжки 15 см.

## Розповсюдження
Мешкає на південному сході США: Техас, Оклахома, Арканзас, Луїзіана, Міссісіпі, Міссурі, Алабама, Джорджія, Флорида, Південна Кароліна, Північна Кароліна, Теннессі, Кентуккі, Іллінойс, Індіана, Вірджинія, Меріленд, Делавер, Нью-Джерсі.

## Підвиди
- Cemophora coccinea coccinea
- Cemophora coccinea copei
- Cemophora coccinea lineri